# Dateline NBC
Dateline NBC, ou Dateline, est un magazine d'information américain diffusée depuis 1992 sur le réseau de télévision NBC. Elle est présentée depuis 2011 par le journaliste Lester Holt.
À l'origine, Dateline est le magazine d'actualité phare de la chaîne. Il a été diffusé jusqu'à cinq fois par semaine durant l'âge d'or de l'émission, au milieu des années 1990. L'émission, hebdomadaire depuis 2003, est depuis essentiellement consacrée aux crimes.